# Richard Tice

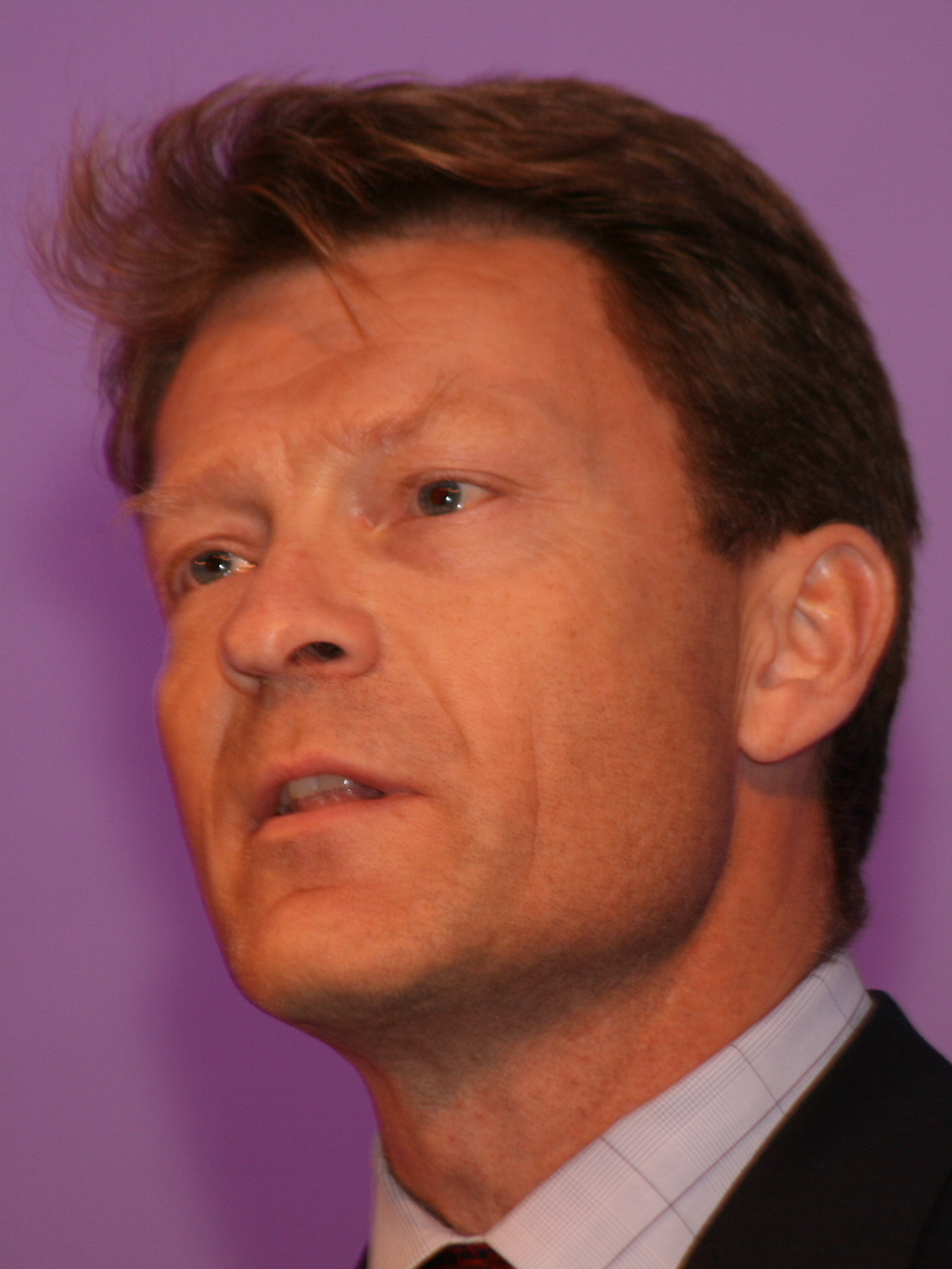
Richard Tice (2015)

Richard James Sunley Tice (* 13. September 1964 in Farnham, Surrey) ist ein britischer Unternehmer, Multimillionär und politischer Aktivist. Zwischen März 2021 und Juni 2024 war er Vorsitzender der Partei Reform UK (bis Januar 2021 Brexit Party).

## Biographie
Tice wurde in der Grafschaft Surrey als Kind einer wohlhabenden Familie von Immobilienentwicklern geboren. Er wuchs in den Midlands auf und machte einen Bachelor-Abschluss in Bauwirtschaft und Mengenerfassung an der University of Salford.
Nach seinem Abschluss begann er 1987 seine Karriere beim Wohnungsbauunternehmen London and Metropolitan. Tice gründete 1991 eine eigene Wohnungsbaugesellschaft mit dem Namen The Sunley Group und verkaufte sie 2006. Anschließend war Tice in der Schuldenberatung tätig, bevor er 2010 zu CLS Holdings wechselte, einem Immobilieninvestor. Dort fungierte er von 2010 bis 2014 als CEO, bevor er zu Quidnet Capital LLP wechselte und dort ebenfalls als Geschäftsführer arbeitete. Quidnet Capital ist eine Vermögensverwaltungsgruppe mit einem verwalteten Vermögen von rund 500 Mio. Pfund Sterling.
Seit 2015 setzte er sich für den Austritt des Vereinigten Königreichs aus der Europäischen Union ein und wurde Mitgründer und Vizevorsitzender der Kampagne Leave.EU. Im Juli 2016 gründete er die Lobbyorganisation „Leave Means Leave“, die sich für einen EU-Austritt ohne eine Vereinbarung mit der EU („Hard Brexit“) nach dem Brexit-Referendum einsetzte.
2019 trat er der neugegründeten Brexit Party bei und ist seit dem 12. April deren Vorsitzender. Davor war er Mitglied der Conservative Party. Neben dem Austritt aus der EU setzt er sich für eine Reform des Bildungssystems sowie des Wohnungsmarktes ein.
Tice ist verheiratet und hat drei Kinder. Laut seiner persönlichen Website hat er 500 Cresta-Rennen absolviert. Tice’ Vermögen wird von der BBC mit mehreren Millionen Pfund angegeben (2021).